# 小行星6278
小行星6278（6278 Ametkhan）是一颗绕太阳运转的小行星，为主小行星带小行星。该小行星于1971年10月10日发现。

## 轨道参数
小行星6278的轨道半长轴为2.4349765 UA，离心率为0.179。